# Île de Proratora
L'Île de Proratora (en italien Isola di Proratora) est une île italienne rattachée administrativement à San Teodoro, commune de la province de Sassari, en Sardaigne.

## Description
L'île, inhabitée, est un écueil granitique d'une longueur maximale de 350 m situé à environ 200 m du cap Coda Cavallo et à environ 1,5 km au sud de l'île Molara.
L'île de Proratora fait partie de la réserve marine de Tavolara - Punta Coda Cavallo.